# Colibrí silf de Veneçuela
El colibrí silf de Veneçuela (Aglaiocercus berlepschi) és una espècie d'ocell de la família dels troquílids (Trochilidae) que habita la selva humida d'una petita zona el nord-oest de Veneçuela.